# Nelson Asofa-Solomona

a Compétitions nationales et continentales officielles uniquement.

b Matchs officiels uniquement.
Nelson Asofa-Solomona, né le 29 février 1996 à Wellington (Nouvelle-Zélande), est un joueur néo-zélandais de rugby à XIII évoluant aux postes de pilier ou de troisième ligne dans les années 2010 et 2020.
Natif de Nouvelle-Zélande, il pratique durant l'enfance le rugby à XV et le rugby à XIII. Il opte pour le second à quinze ans en signant au Melbourne Storm en Australie. Il finit sa formation dans les équipes jeunes de Melbourne et fait ses débuts en National Rugby League (« NRL ») lors de la saison 2015. Il dispute plus de 200 rencontres en plus de dix années à Melbourne, et a une part active dans les titres de NRL remportés en 2017 et 2020
En parallèle, la sélection de Nouvelle-Zélande fait régulièrement appel à lui. Il dispute ainsi deux éditions de Coupe du monde en 2017 et 2022.

## Palmarès
- Collectif :
  - Vainqueur du World Club Challenge : 2018 (Melbourne Storm).
  - Vainqueur de la National Rugby League : 2017 et 2020 (Melbourne).
  - Finaliste de la National Rugby League : 2016, 2018 et 2024 (Melbourne).

- Individuel :
  - Nommé meilleur joueur du World Club Challenge : 2018 (Melbourne Storm).

## Détails

### En sélection
| Année | Compétition    | Rang            | Résultats Nouvelle-Zélande | Résultats Asofa-Solomona | Matchs Asofa-Solomona |
| ----- | -------------- | --------------- | -------------------------- | ------------------------ | --------------------- |
| 2017  | Coupe du monde | Quart-de-finale | 2 v, 0 n, 2 d              | 2 v, 0 n, 2 d            | 4/4                   |
| 2022  | Coupe du monde | Demi-finale     | 4 v, 0 n, 1 d              | 4 v, 0 n, 1 d            | 5/5                   |

### Détails en club
| Saison | Saison | Championnat  | Championnat | Championnat | Championnat | Championnat | Championnat | Championnat | Sélection | Sélection | Sélection | Sélection | Sélection | Sélection | Sélection |
| Saison | Saison | Comp.        | Class.      | M           | Pts         | Ess.        | Buts        | Dp.         | Compet.   | M         | Pts       | Ess.      | Buts      | Dp.       |           |
| ------ | ------ | ------------ | ----------- | ----------- | ----------- | ----------- | ----------- | ----------- | --------- | --------- | --------- | --------- | --------- | --------- | --------- |
| 2015   | NRL    | Finale prél. | 12          | 4           | 1           | -           | -           |             |           |           |           |           |           |           |           |
| 2016   | NRL    | Finaliste    | 15          | -           | -           | -           | -           |             |           |           |           |           |           |           |           |
| 2017   | NRL    | Champion     | 26          | 16          | 4           | -           | -           |             | CM        | 4         | 4         | 1         | -         | -         |           |
| 2018   | NRL    | Finaliste    | 24          | 16          | 4           | -           | -           |             |           | 1         | -         | -         | -         | -         |           |
| 2019   | NRL    | Finale prél. | 27          | 24          | 6           | -           | -           |             |           | 1         | -         | -         | -         | -         |           |
| 2020   | NRL    | Champion     | 20          | 16          | 4           | -           | -           |             |           |           |           |           |           |           |           |
| 2021   | NRL    | Finale prél. | 17          | 16          | 4           | -           | -           |             |           |           |           |           |           |           |           |
| 2022   | NRL    | 1er tour     | 23          | 16          | 4           | -           | -           |             | CM        | 6         | 4         | 1         | -         | -         |           |
| 2023   | NRL    | Finale prél. | 20          | 12          | 3           | -           | -           |             |           | 3         | 4         | 1         | -         | -         |           |
| 2024   | NRL    | Finaliste    | 19          | 8           | 2           | -           | -           |             |           |           |           |           |           |           |           |
| 2025   | NRL    |              | 1           | -           | -           | -           | -           |             |           |           |           |           |           |           |           |